# Karsabar
Karsabar ist eine osttimoresische Siedlung im Suco Foho-Ai-Lico (Verwaltungsamt Hato-Udo, Gemeinde Ainaro). Sie bildet den Süden des Dorfes Bobo, dem Hauptort der Aldeia Ainaro-Quic.

## Geographie
Karsabar befindet sich im Osten der Aldeia Ainaro-Quic auf einer Meereshöhe von 36 m. Nördlich liegen der Ortsteil Akarlaran und weiter das eigentliche Bobe. Nach Südwesten führt die Straße in das Dorf Aimorbada. Südlich liegt der Weiler Gulala. Östlich von Karsabar fließt der Caraulun, der Grenzfluss zum Suco Betano, westlich direkt am Siedlungsrand der Ukasa.